# Maoni Talia
Maoni Talia (Nuova Caledonia, 30 luglio 1992) è un pallavolista francese.
Gioca nel ruolo di schiacciatore e opposto nel Gazélec Football Club Ajaccio Volley-Ball.

## Carriera
La carriera professionistica di Maoni Talia inizia nel massimo campionato francese, con la maglia del Beauvais Oise Université Club. Entra nel giro delle nazionali giovanili francesi, vincendo la medaglia d'oro nel campionato europeo pre-juniores del 2009. Nell'annata 2011-12 raggiunge la finale della Coppa di Francia, persa contro il Rennes Volley 35. Dalla stagione 2012-13 è tesserato per la formazione corsa del Gazélec Football Club Ajaccio Volley-Ball.

## Palmarès

### Nazionale (competizioni minori)
- Campionato europeo pre-juniores 2009